# 马努什·穆夫蒂乌
马努什·穆夫蒂乌（1919年1月16日—1997年10月20日），政治家、是阿尔巴尼亚和国家领导人，阿尔巴尼亚劳动党中央政治局委员，阿尔巴尼亚外交部副部长、司法部部长、卫生部部长、教育和文化部部长、部长会议副主席。